# Jaderný ledoborec
Jaderný ledoborec je ledoborec vybavený jaderným pohonem. Použití jaderného reaktoru je výrazně ekologičtější alternativou spalovacích motorů konvenčních ledoborců. Na rozvoj jaderných ledoborců se ve druhé polovině 50. let 20. století soustředil Sovětský svaz, zatímco další země zkoušely uplatnit jaderný reaktor na palubě nákladních lodí. Dnes flotilou jaderných ledoborců disponuje pouze Rusko, kde slouží k prolamování ledu obchodním lodím a dalším plavidlům podél Severní mořské cesty. Životnost jaderných ledoborců je stejně jako u jaderných elektráren dána životností reaktoru. I z tohoto důvodu je většina těchto plavidel již poměrně stará, tudíž postupně vzniká potřeba je nahradit.

## Srovnání s konvenčními ledoborci

### Výhody
Jaderné ledoborce používají palivo s vysokou hustotou energie, a proto mohou vydržet i několik let bez jeho výměny. Malý objem reaktoru i paliva přispívá k většímu prostoru pro převážené zásoby a materiál a také pro zásoby určené pro posádku. Výkon jaderného reaktoru jim umožňuje zdolávat výrazně silnější ledový příkrov. Při plavbě v méně náročných podmínkách využívají k pohonu pouze část výkonu reaktoru a zbytkovou energii mohou využít k odsolování mořské vody, na vytápění a osvětlení zimní zahrady, aj.

### Nevýhody
Nevýhodou jaderných ledoborců jsou vysoké počáteční investice a náročnost konstrukce, která musí na jedné straně ochránit posádku před radiací a být dostatečně robustní, na druhou stranu nesmí být příliš těžká.

## Přehled jaderných ledoborců

### Lenin
| délka                  | 134 m                 |
| šířka                  | 27,6 m                |
| výtlak                 | 16 000 t              |
| počet členů posádky    | 240                   |
| pohon                  | 3× OK-150 (2× OK-900) |
| tepelný výkon reaktoru | 90 MW (159 MW)        |

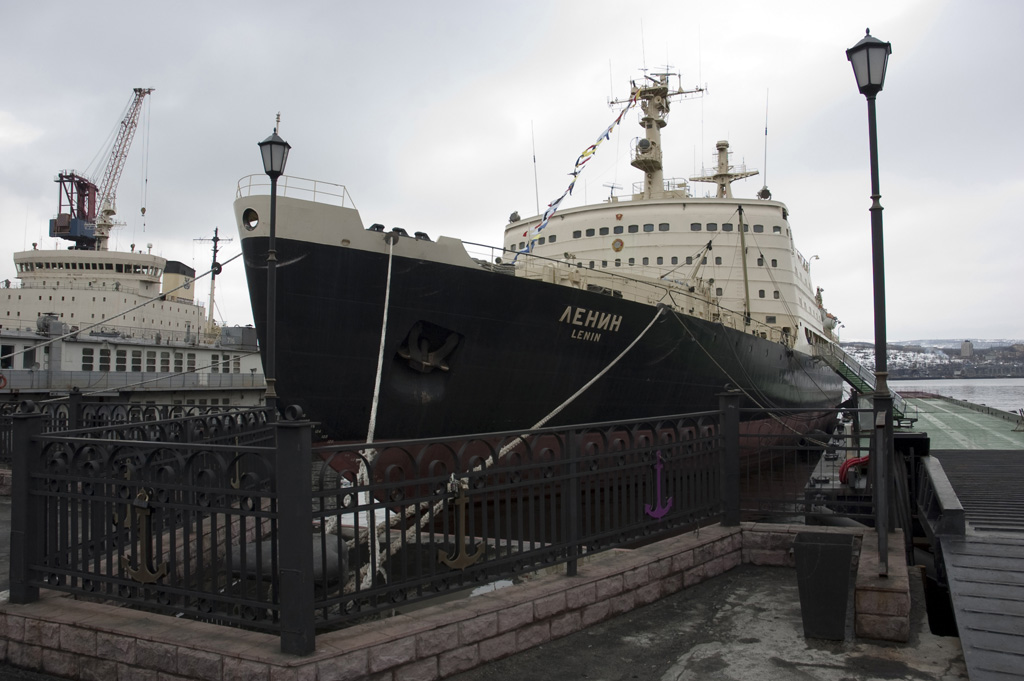
Jaderný ledoborec Lenin zakotvený v murmanském přístavu

Ledoborec Lenin je první civilní jaderné plavidlo na světě. Sloužilo mezi lety 1959 a 1989. Dnes je zakotven v Murmansku a od roku 2005 slouží jako muzeum.
I když jeho pohon tvořily 3 reaktory typu OK-150, nikdy neběžely všechny zároveň. Podle projektu by mu pro pohon dostačovaly pouze reaktory dva, ale přidáním třetího se žádným způsobem nezměnily požadavky na stínění reaktoru či na rozměry jeho oddílu. Naopak se prodloužila doba mezi výměnou paliva.
V roce 1965 došlo při výměně paliva ke zdeformování části palivových tyčí, což bylo způsobeno chybou obsluhy, když vypustila chladicí vodu před tím, než vytáhla všechny palivové kazety. Palivové tyče tak musely být spolu s řídícími a absorpčními tyčemi z reaktoru vyjmuty a umístěny do speciálního kontejneru.
V roce 1967 se ve smyčce primárního okruhu objevila trhlina. Pro posouzení stavu zařízení se musela obsluha dostat až k dotyčnému místu, a proto bylo zapotřebí odstranit část stínění reaktoru. V důsledku těchto prací však došlo k neopravitelnému poškození reaktoru. Proto byly spolu s dalšími zařízeními včetně parogenerátorů z trupu lodi vyjmuty a v roce 1970 nahrazeny novým typem OK-900, tentokrát již pouze ve dvou exemplářích.

### Projekt 10520 / třída Arktika
Charakteristickým znakem jaderných ledoborců třídy Arktika je dvojitý trup. Vnější plášť o tloušťce 25 mm je v místech sloužících k přímému lámání ledu zesílený na dvojnásobek. Prostor mezi vnitřním a vnějším pláštěm může být naplněn vodou (o hmotnosti až 2 t), která napomáhá tříštění až 2,8 m silného ledového příkrovu.
Aktivní zóna, ve které dochází ke štěpení jader a uvolňování tepelné energie, je u reaktoru OK-900A vysoká zhruba 1,5 m, o průměru okolo 1 m. Pro srovnání: aktivní zóna temelínského reaktoru VVER-1000 je vysoká 3,5 m a má průměr 3,2 m. Palivové soubory pro jaderné ledoborce jsou výrazně menší, než jaké jsou používány u reaktorů typu VVER-1000. Aktivní zóna ledoborce typu Arktika se tak skládá z 241 palivových souborů, naopak temelínský reaktor jich má jen 163.

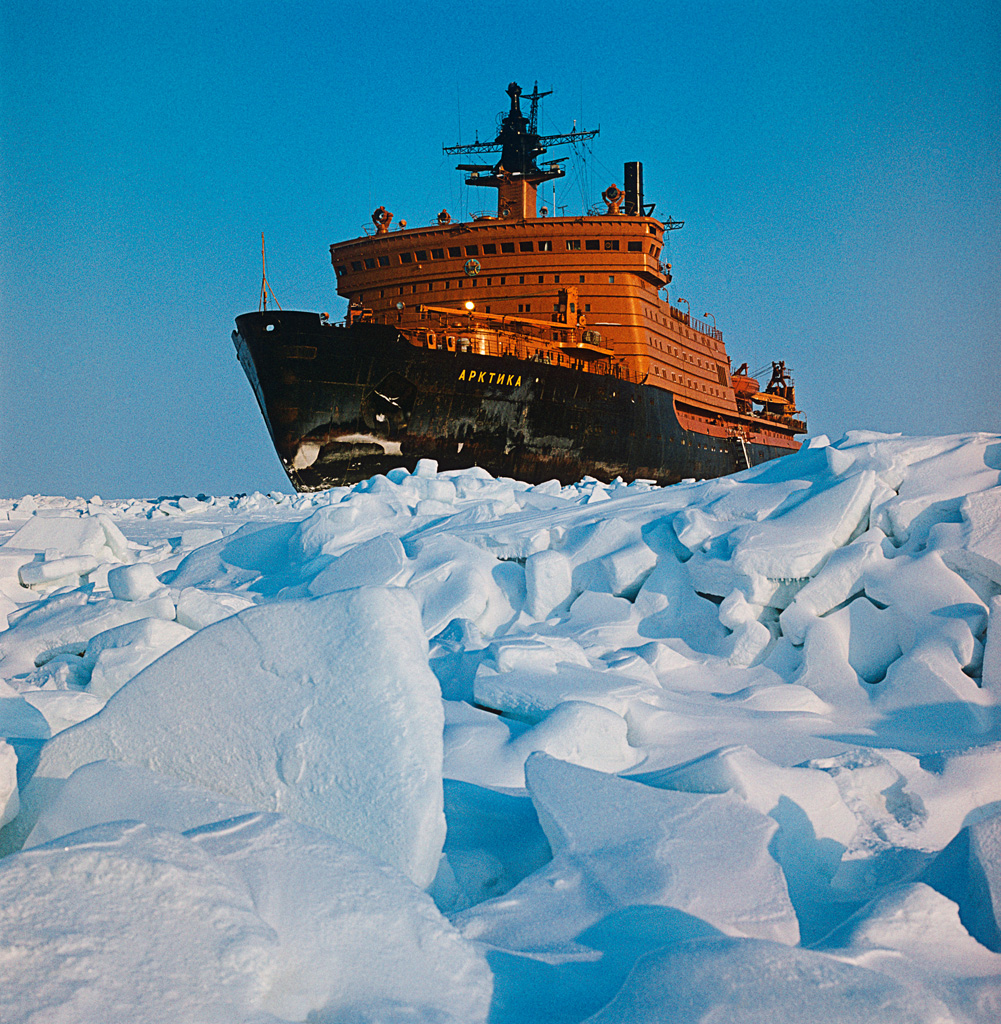
Jaderný ledoborec Arktika v Karském moři

| délka                     | 147,9 m    |
| šířka                     | 29,9 m     |
| výtlak                    | 23 460 t   |
| pohon                     | 2× OK-900A |
| tepelný výkon reaktoru    | 171 MW     |
| elektrický výkon reaktoru | 54 MW      |

#### Arktika
Stavba ledoborce Arktika probíhala v petrohradských loděnicích mezi lety 1971–1975.
V roce 1977 se stal první hladinovou lodí, která dosáhla Severního pólu. V roce 2000 strávil na moři celý rok, aniž by navštívil jakýkoli přístav. Ve službě byl 25 let, ale v 90. letech byl na několik let mimo provoz z důvodu modernizace. Provozován byl celkem 175 000 hodin, během nichž urazil přes 1,8 milionu km. V roce 2008 byl vyřazen z provozu. O jeho dalším osudu není doposud rozhodnuto.

#### Sibir

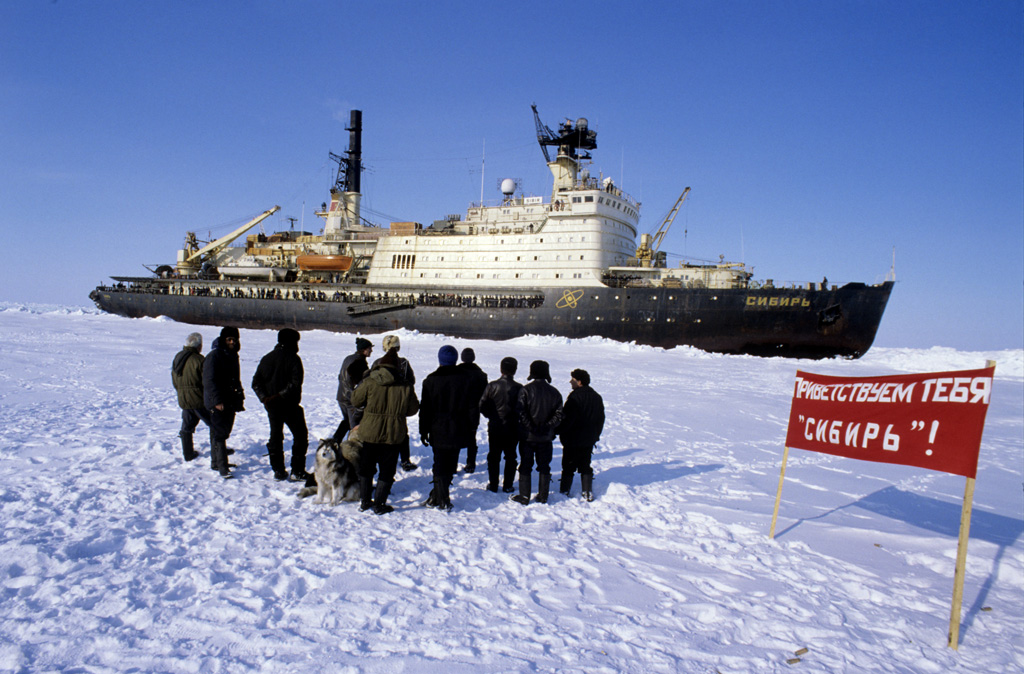
Osazenstvo výzkumné stanice SP-27 vítá jaderný ledoborec Sibir

Sibir poprvé vyplul v roce 1977. V roce 1987 se účastnil evakuace personálu výzkumné stanice SP-27 umístěné na kře, která se začala nebezpečně posouvat, přičemž se stal druhým povrchovým plavidlem v historii, který dosáhl Severního pólu. V průběhu let došlo k neopravitelnému poškození parogenerátoru. Od roku 1992 byl Sibir zakotven a uvažovalo se spolu s ledoborci Arktika a Rossija o jejich sešrotování. O jeho dalším osudu není doposud rozhodnuto.

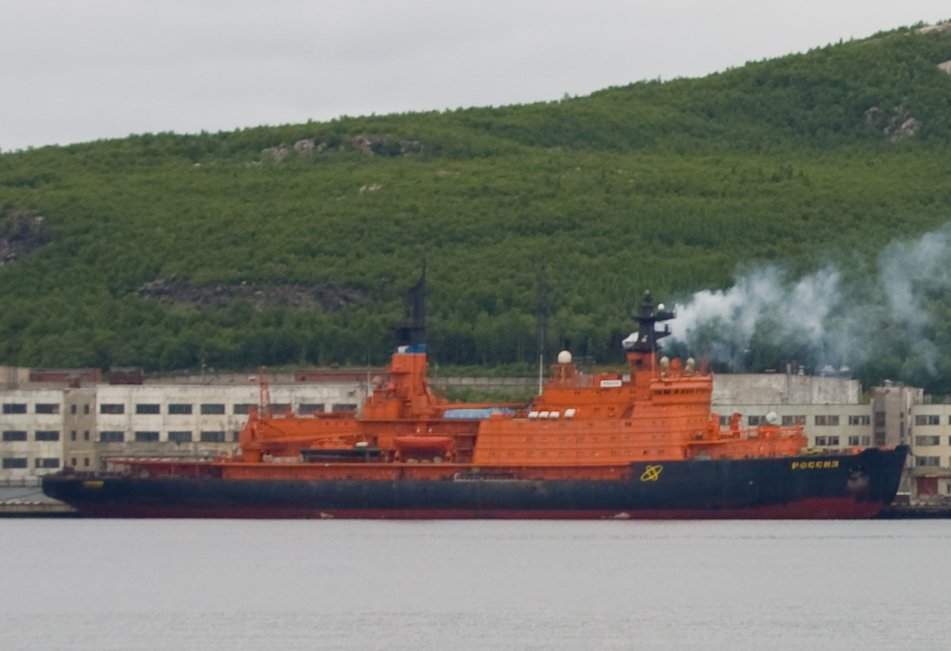
Jaderný ledoborec Rossija v Murmansku

#### Rossija
Jaderný ledoborec Rossija je provozován od roku 1985. V roce 1990 na jeho palubě dosáhla Severního pólu první skupina turistů. V této činnosti byl posléze následován i ledoborci Sovetskij Sojuz, Jamal a 50 let Pobedy. V roce 1994 byl vyslán na pomoc konvoji lodí uvězněných v ledu.

#### Sovetskij Sojuz

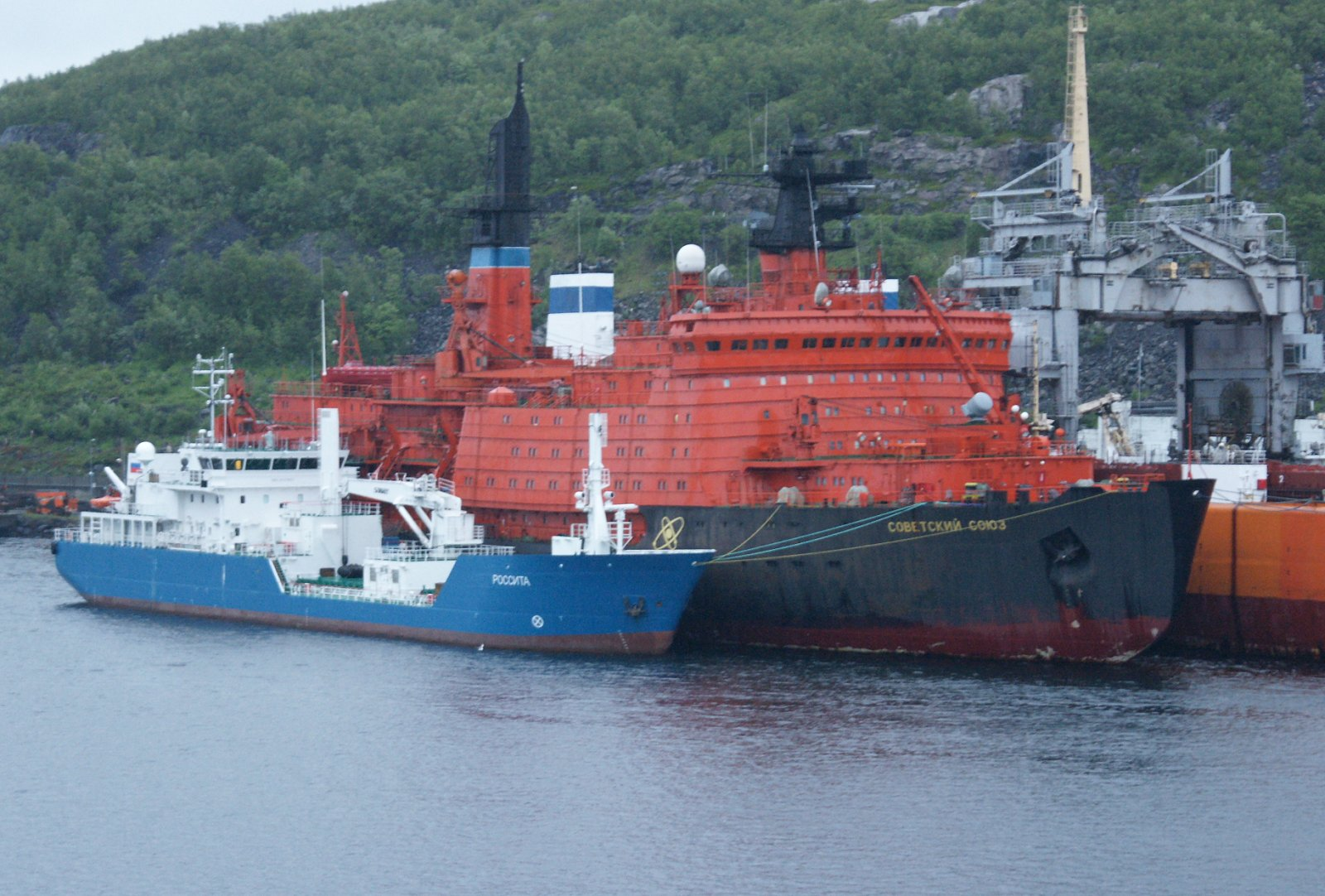
Jaderný ledoborec Sovetskij Sojuz v Murmansku (červenec 2012)

Ledoborec Sovetskij Sojuz poprvé vyplul v roce 1989. V letech 1991 a 1992 bylo jeho hlavní pracovní náplní dopravovat turisty na Severní pól. V roce 2002 při svém zakotvení v Murmanském zálivu poprvé v historii ruských jaderných ledoborců zásoboval elektřinou pobřeží. V roce 2004 se opět vrátil na moře a od té doby se účastní vědeckých misí zabývajících se studiem změn klimatu.

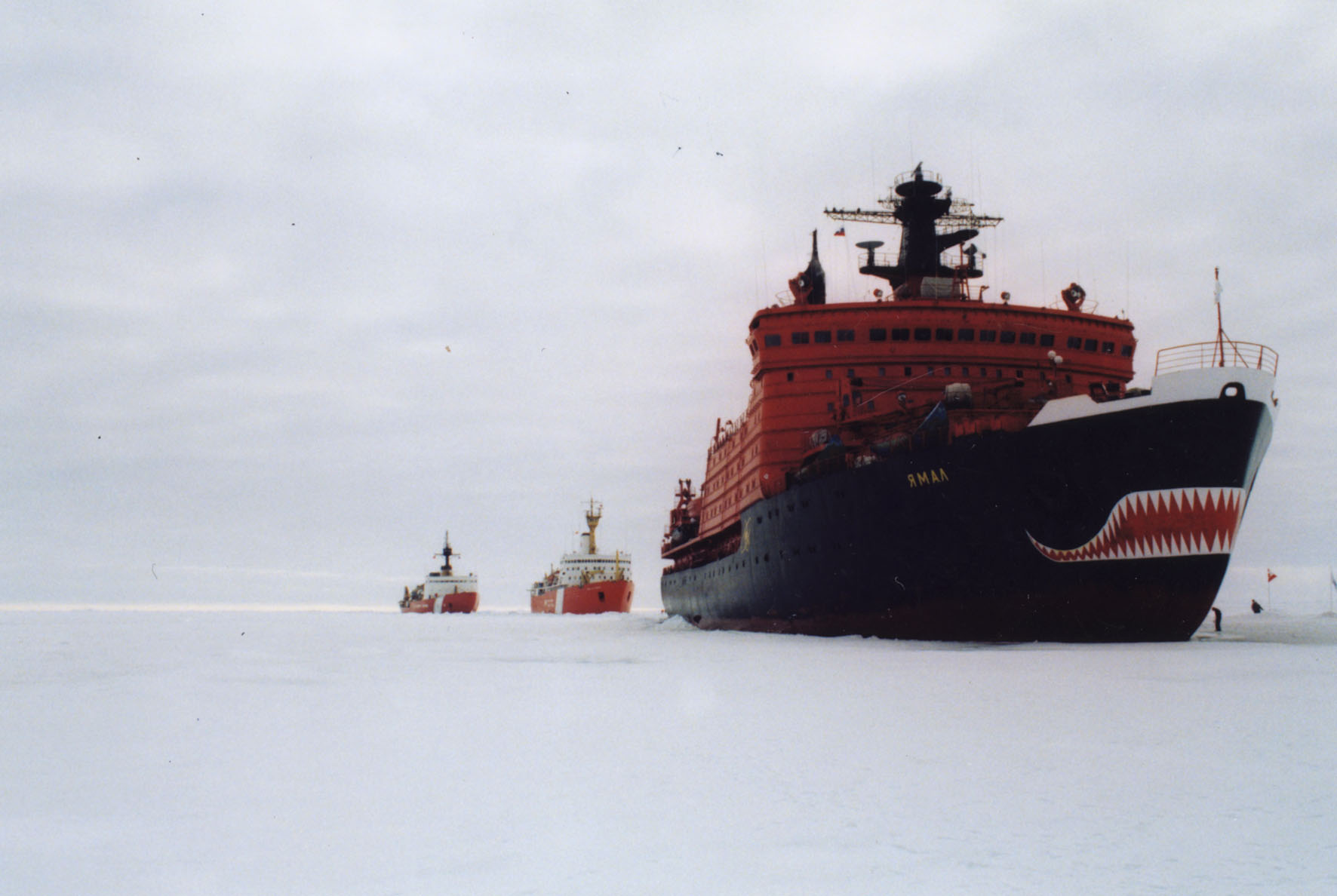
Ledoborec Jamal, v pozadí s ledoborci St Laurent a Polar Sea

#### Jamal
Ledoborec Jamal poprvé opustil přístav až po rozpadu Sovětského svazu, v roce 1992. Hlavní náplní jeho práce je plavba k Severnímu pólu s turisty na palubě. Jedná se o ledoborec, který se prozatím nejčastěji vypravil k Severnímu pólu, a to při 47 plavbách [05/2015]. K tomuto účelu je svou rozměrnou nástavbou, která je schopna v 50 luxusních kajutách s velkými okny ubytovat až 100 turistů, přizpůsoben i konstrukčně.
V roce 2009 a 2013 vyplul k evakuaci výzkumných stanic SP-36, SP-37 a SP-40, pod kterými se začaly nebezpečně pohybovat kry.

#### 50 let Pobedy
| délka               | 159,6 m    |
| šířka               | 30 m       |
| výtlak              | 25 840 t   |
| počet členů posádky | 138        |
| pohon               | 2× OK-900A |

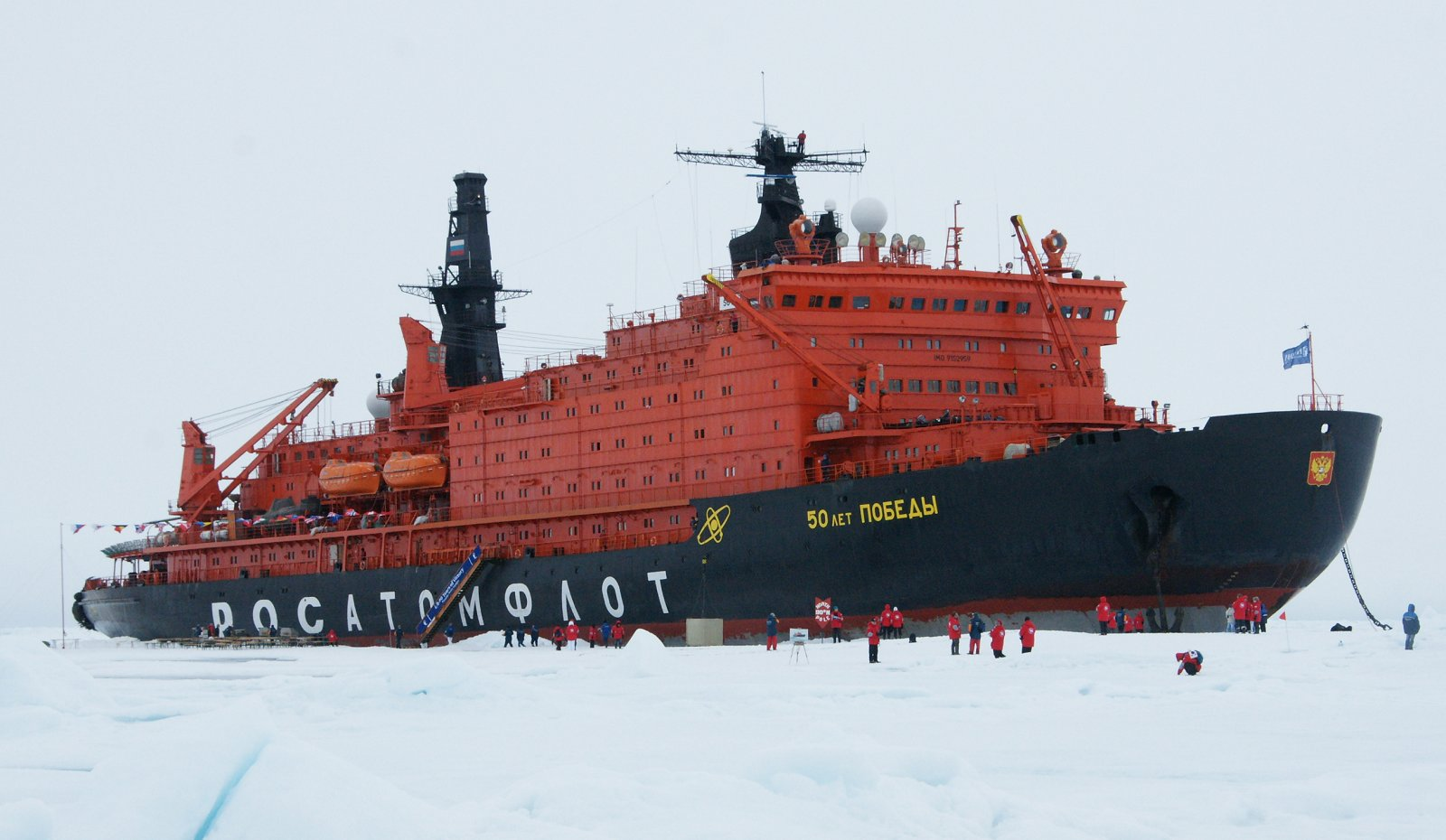
Ledoborec 50 let Pobedy

Jaderný ledoborec 50 let Pobedy je zmodernizovaný zástupce třídy Arktika. Nejvýraznějším rysem je zaoblený tvar přídě, který napomáhá prolamování ledu.
Stavba probíhala od roku 1989. V roce 1994 došlo k pozastavení prací kvůli nedořešenému financování projektu. Práce se opět rozběhly až v roce 2003 a v roce 2007 byla loď dokončena.
Spolu s Vajgačem je 50 let Pobedy jediný jaderný ledoborec, který se plavil Finským zálivem. Mezi jeho pracovní náplň patří doprava turistů, pro které je určeno až 64 kajut, na Severní pól. Do budoucnosti se předpokládá pokles cestovního ruchu do těchto oblastí z důvodu nárůstu intenzity nákladní přepravy po Severní mořské cestě vyžadující doprovod ledoborců.

### Třída Tajmyr
| délka                              | 150 m     |
| šířka                              | 29 m      |
| výtlak                             | 21 000 t  |
| počet členů posádky                | 100       |
| pohon                              | KLT-40M   |
| tepelný výkon reaktoru             | 171 MW    |
| maximální rychlost na volném moři  | 34,3 km/h |
| maximální rychlost při lámání ledu | 5,6 km/h  |
| maximální tloušťka ledu            | 2,2 m     |

Jaderné ledoborce třídy Tajmyr reagují na potřebu provozovat i menší ledoborce v mělkých korytech ústí řek. Jejich ponor činí 9 m a v případě potřeby je možno ho snížit až na 7,5 m, což je od ledoborců třídy Arktika s ponorem 11 m zásadně odlišuje.
Třída jaderných ledoborců Tajmyr se vyznačuje zvýšenou radiační bezpečností, k čemuž došlo zdvojením všech důležitých systémů. Trup je zesílený, neboť kýl ledoborce a mořské dno může v určitých místech dělit pouhých 80 cm, což je vzdálenost menší, než je tloušťka ledu tlačeného přídí pod loď při probíjení ledem.
Každý z ledoborců je schopen poskytnout zázemí celkem 138 osobám. Ty mohou využívat zimní zahradu sloužící jako zdroj čerstvého ovoce i během dlouhého pobytu mimo pevninu. Na zádi je umístěna přistávací plocha pro vrtulník typu Kamov Ka-32, který kapitáni využívají pro průzkum terénu spolu se satelitními snímky při rozhodování o dalším směru plavby.

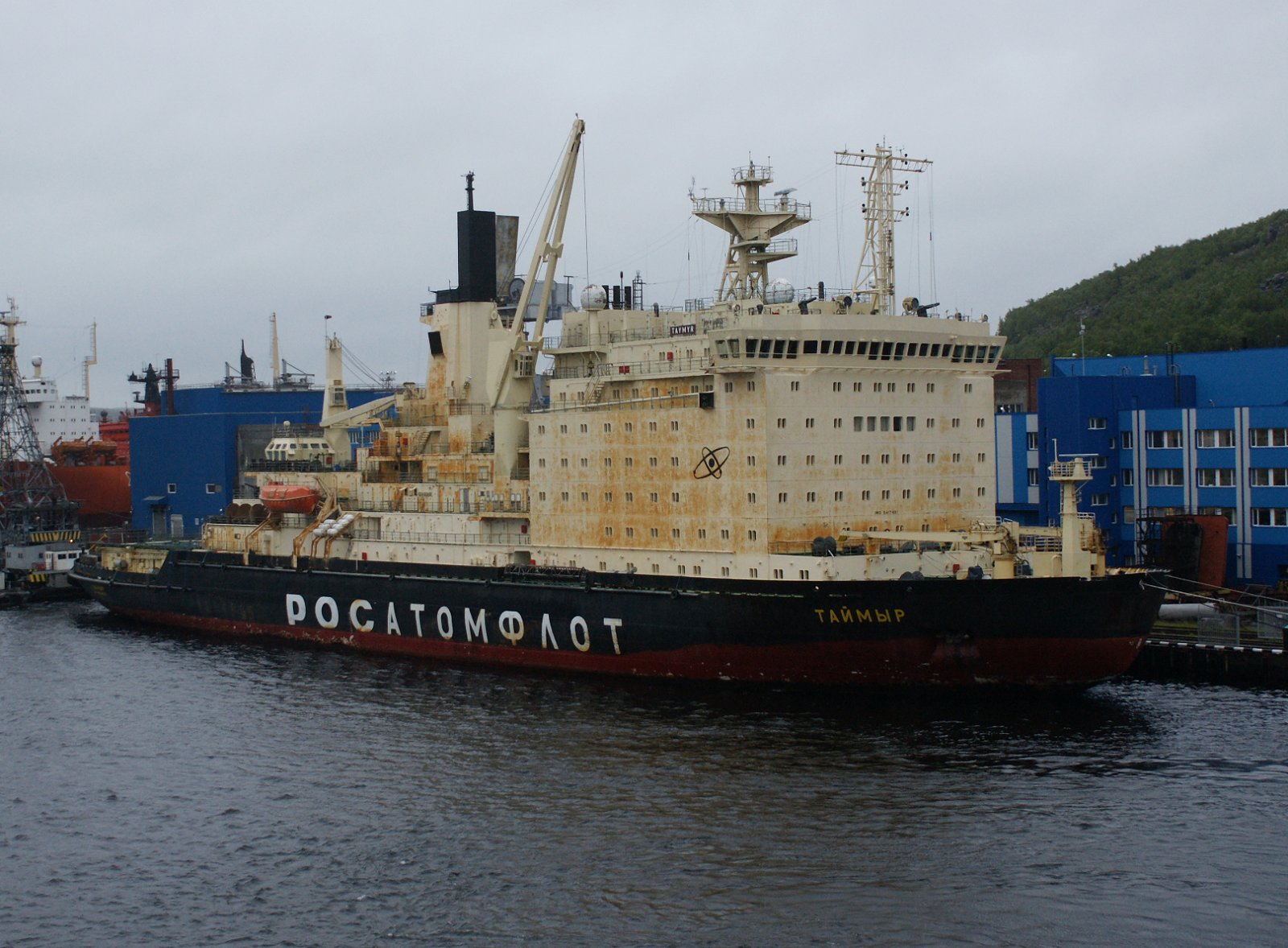
Jaderný ledoborec Tajmyr v murmanském přístavu (červenec 2012)

#### Tajmyr
Jaderný ledoborec Tajmyr je provozován od roku 1989, kdy vyplul z finských loděnic. V roce 2011 došlo při návratu z ústí řeky Jenisej k úniku chladiva z primárního okruhu, ale celá tato událost se obešla bez vážnějších následků. K návratu do přístavu ale musel Tajmyr využít svých naftových motorů. Od roku 2012 je po sérii oprav opět v provozu.

#### Vajgač

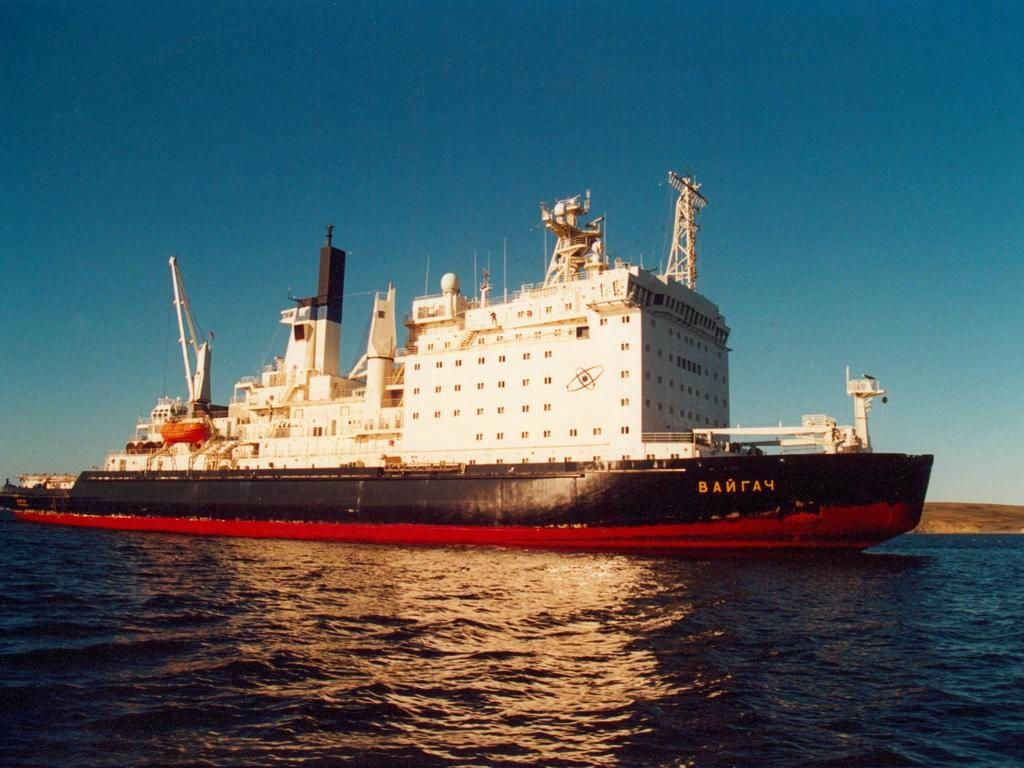
Jaderný ledoborec Vajgač v přístavu

Od zahájení svého provozu v roce 1990 tvoří Vajgač doprovod nákladním lodím k ústím velkých ruských řek. Jeho poslání tkví v udržování splavnosti cest při ústích řek Jenisej a Ob.
Jaderné ledoborce se povětšinou pohybují v odlehlých severních oblastech a do vod s hustějším provozem v blízkosti větších sídel se zpravidla nedostávají. Výjimkou byl rok 2011, ve kterém kvůli tuhé zimě uvázlo téměř 60 lodí ve Finském zálivu Baltského moře. Vstříc jim na pomoc vyrazil z Murmansku právě ledoborec Vajgač. Jednalo se tak o vůbec první plavbu jaderného ledoborce Baltským mořem.

### Sevmorput

#### Sevmorput
Specifickým plavidlem je Sevmorput, který byl předán do užívání 31. 12. 1988. Jde o kombinaci ledoborce a nákladní lodi se systémem LASH.

### Projekt 22220 / třída Arktika
Cílem toho projektu je modernější, větší, silnější univerzální jaderný ledoborec pro doprovod zaoceánských gigantů, kterých se na mořích objevuje stále více. Tyto velkotonážní tankery dosahují šířky až 44 metrů a mají nosnost 100 000 tun.
Tento ledoborec má být schopen se vypořádat s náročnými ledovými podmínkami, mělkými vodami i volným nezamrzlým mořem, neboť v případě doprovodu lodí po celé délce Severní mořské cesty z Vladivostoku až k pobřeží Skandinávského poloostrova nebývá moře tolik zamrzlé. Zástupci nejvýkonnější třídy Arktiky jsou dnes schopni zajišťovat průjezdnost východní části Severní mořské cesty jen po 7 měsíců v roce. Pro celoroční provoz je nutné zvýšit průchodnost ledem. V případě provozu ledoborců po celé délce Severní mořské cesty by bylo nutné mít zajištěnou průchodnost ledem o tloušťce 3,5 m. Pro celoroční zajištění v současné době hojně využívané lodní dopravy v Karském moři by stačilo navýšit průchodnost ledem ze současných 2,3 m na tloušťku 2,6 m.
| délka                     | 173 m       |
| šířka                     | 33 m        |
| pohon                     | 2× RITM-200 |
| tepelný výkon reaktoru    | 175 MW      |
| elektrický výkon reaktoru | 60 MW       |

V těžkých ledových podmínkách bude moci naplno využít svého výkonu, v mělkých vodách pak bude provozován za sníženého výkonu. Napuštění vodního balastu do meziprostoru mezi vnitřním a vnějším pláštěm mu umožní zlepšit své plavební vlastnosti na volném nezamrzlém moři.
Pohonná jednotka bude vedle nového typu reaktoru zahrnovat paroturbinové zařízení se třemi turbosoustrojími a tři pohonné motory se třemi lodními šrouby s pevným stoupáním. Reaktor typu RITM-200 se bude vyznačovat zvýšenou bezpečností a prodlouženou palivovou kampaní. Výměna paliva se bude konat jednou za 7 let, koeficient využití se navýší na hodnotu 0,75 a plánovaná životnost reaktoru bude 40 let. Palivem bude uran s obohacením do 20 %.
Stavba první lodi (pod jménem Arktika) byla zahájena v roce 2012, uvedení do provozu je plánováno na přelom roku 2017 a 2018. Plánovány jsou ještě další dva exempláře – Sibir (očekávané uvedení do provozu 2019) a Ural (2020).

## Přehledová tabulka jaderných ledoborců
|               | Lenin           | 1959 | OK-150 (OK-900) | 1989 |
| Arktika       | Arktika         | 1975 | OK-900A         | 2008 |
| Arktika       | Sibir           | 1977 | OK-900A         | 1992 |
| Arktika       | Rossija         | 1985 | OK-900A         |      |
| Arktika       | Sovetskij Sojuz | 1989 | OK-900A         |      |
| Arktika       | Jamal           | 1992 | OK-900A         |      |
| Arktika       | 50 let Pobedy   | 2007 | OK-900A         |      |
| Tajmyr        | Tajmyr          | 1989 | KLT-40M         |      |
| Tajmyr        | Vajgač          | 1990 | KLT-40M         |      |
| Projekt 22220 | Arktika         |      | RITM-200        |      |
| Projekt 22220 | Sibir           |      | RITM-200        |      |
| Projekt 22220 | Ural            |      | RITM-200        |      |